# 毒隱翅蟲屬
毒隱翅蟲屬（學名：Paederus）是隱翅蟲科的一個屬。本屬物種繁多，1987年被歸入毒隱翅蟲亞族（Paederina，即本屬與相近的類群）的622個物種中，便有近500種屬於本屬。某些本屬物種的血淋巴中有隱翅蟲素，可造成隱翅蟲皮膚炎，該病的原文名稱Paederus dermatitis即來自本屬屬名，不過只有少數本屬物種有此毒素，且有些與本屬相近的類群亦有此毒素。多數隱翅蟲的成蟲都會避開光線，但本屬物種為例外，經常在日間活動，且在夜間具有趨光性。
2002年，一篇論文指出舊約聖經出埃及記記載的十災中，可能有部分為本屬物種造成。